# Stegophiura striata
Stegophiura striata is een slangster uit de familie Ophiuridae.
De wetenschappelijke naam van de soort werd in 1879 gepubliceerd door Peter Martin Duncan.